# Apocryptus maai
Apocryptus maai är en stekelart som beskrevs av Gupta 1983. Apocryptus maai ingår i släktet Apocryptus och familjen brokparasitsteklar. Inga underarter finns listade i Catalogue of Life.